# Vent printanier
Pour les articles homonymes, voir Vent (homonymie).
Vent printanier, ou Vent de printemps, est le nom de code d'une opération s'inscrivant dans le dispositif plus vaste organisé par l'Allemagne nazie visant à déporter les Juifs des territoires occupés de l'Ouest de l'Europe (France, Pays-Bas et Belgique), dans le cadre de sa politique d'extermination de toutes les populations israélites.
L'opération Vent printanier prévoyait, à l'origine, l'arrestation de tous les Juifs d'Amsterdam, Bruxelles et Paris, le même jour, ce qui n’a finalement pas été le cas car ces rafles eurent lieu à plusieurs semaines d’intervalle dans ces trois villes. Pour ce qui est de la France, elle devait livrer 110 000 Juifs dans l'année 1942 mais ce chiffre a été ensuite été ramené à 40.000 environ par les Allemands. 
L'opération comprit, en France occupée, notamment plusieurs rafles de Juifs organisées et effectuées, à la demande des Allemands, par la police française, en juillet 1942, sous le régime de Vichy :
- la rafle du Vélodrome d'Hiver, le 16 juillet : 13 152 hommes, femmes et enfants furent arrêtés, internés et déportés vers des camps d'extermination ;
- la rafle de Nancy, le 19 juillet : 32 arrestations, les policiers ayant fait fuir au préalable 350 des 385 Juifs menacés[2] ;
- la rafle de la Marne, le 20 juillet.